# Кубенское озеро
Ку́бенское или Ку́бенское о́зеро (устар. Кубинское) — озеро ледниково-тектонического происхождения в европейской части России. Кубенское озеро занимает низменное положение центрального ландшафта Вологодской области на границе Вологодского и Усть-Кубинского районов, принадлежит к бассейну Северной Двины.

## Морфометрия
Озеро имеет вытянутую форму, располагаясь на высоте 110,1 м над уровнем моря в заболоченной низменности; длина — 54—60 км, ширина — 10—15 км, площадь от 370 до 417 км² (площадь озера непостоянна вследствие ежегодного затопления низких берегов талыми водами). Многолетняя амплитуда колебаний уреза воды достигает 6 м, внутригодовая — 3—4 м.

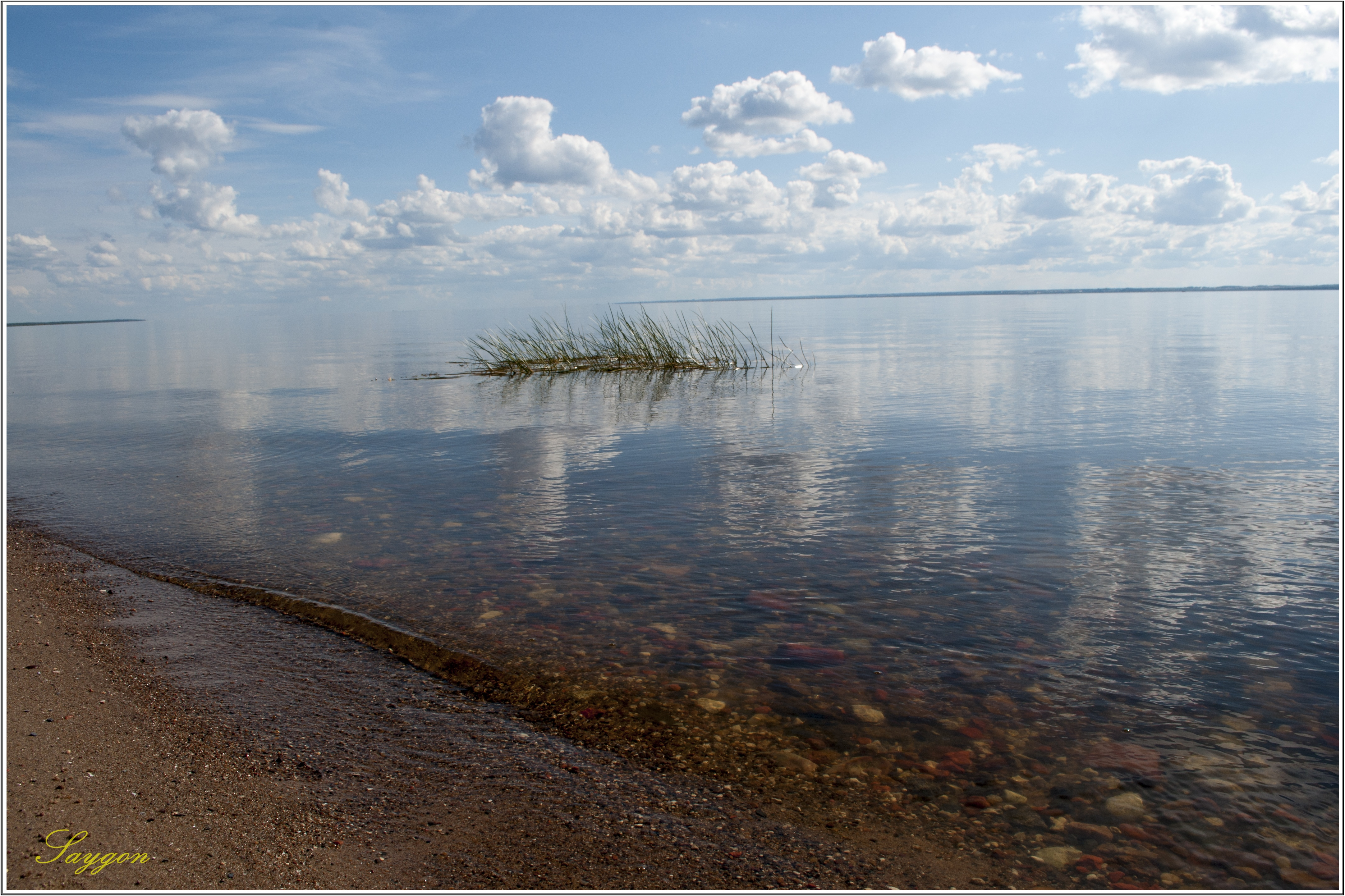
Кубенское озеро, вид с Каменного острова

Дно Кубенского озера большей частью песчаное. Средняя глубина Кубенского озера 2,5 м, наибольшая — 13 м. Постепенно мелеет, юго-западная сторона озера отошла от крутого коренного берега примерно на 2 км, а северо-восточная — на 10—16 км. О былых уровнях воды наглядно можно судить лишь по сохранившимся местами прирусловым валам и террасам. Питание смешанное, с преобладанием снегового. Замерзает озеро в октябре — ноябре, вскрывается в конце апреля — мае.

## Притоки и сток
В озеро впадает около 30 рек, основные — Кубена и Уфтюга. Из озера вытекает река Сухона, в истоке которой сооружена регулирующая сток и уровень воды в озере плотина с судоходным шлюзом «Знаменитый». Плотина шлюза «Знаменитый» на зиму опускается на дно (основание плотины), и находится в таком положении до окончания паводка на Сухоне. Такое техническое решение вызвано тем, что во время паводка (в конце апреля — начале мая) Сухона на участке от устья реки Вологды до Кубенского озера течёт вспять (меняет направление течения) из-за сильного подпора паводковых вод ниже Устья-Вологодского. Фактически Кубенское озеро представляет собой водохранилище, являясь главным резервуаром питьевой воды для областного центра — Вологды.

## Судоходство
Входит сразу в две водные системы — Северо-Двинскую и Волго-Балтийскую. Широкие песчаные отмели у берегов, особенно у юго-западного, создают сложности для судоходства. Местами встречаются каменистые гряды, к северу от устья реки Уфтюги и близ острова Каменный. Фарватер озера узок, всего несколько километров, имеет илистое дно. К осени наблюдается значительное падение водного горизонта. Северо-Двинской системой (канал герцога Виртембергского) через реку Шексну соединено с Волго-Балтийским водным путём (ранее Мариинская водная система). Развито рыболовство.

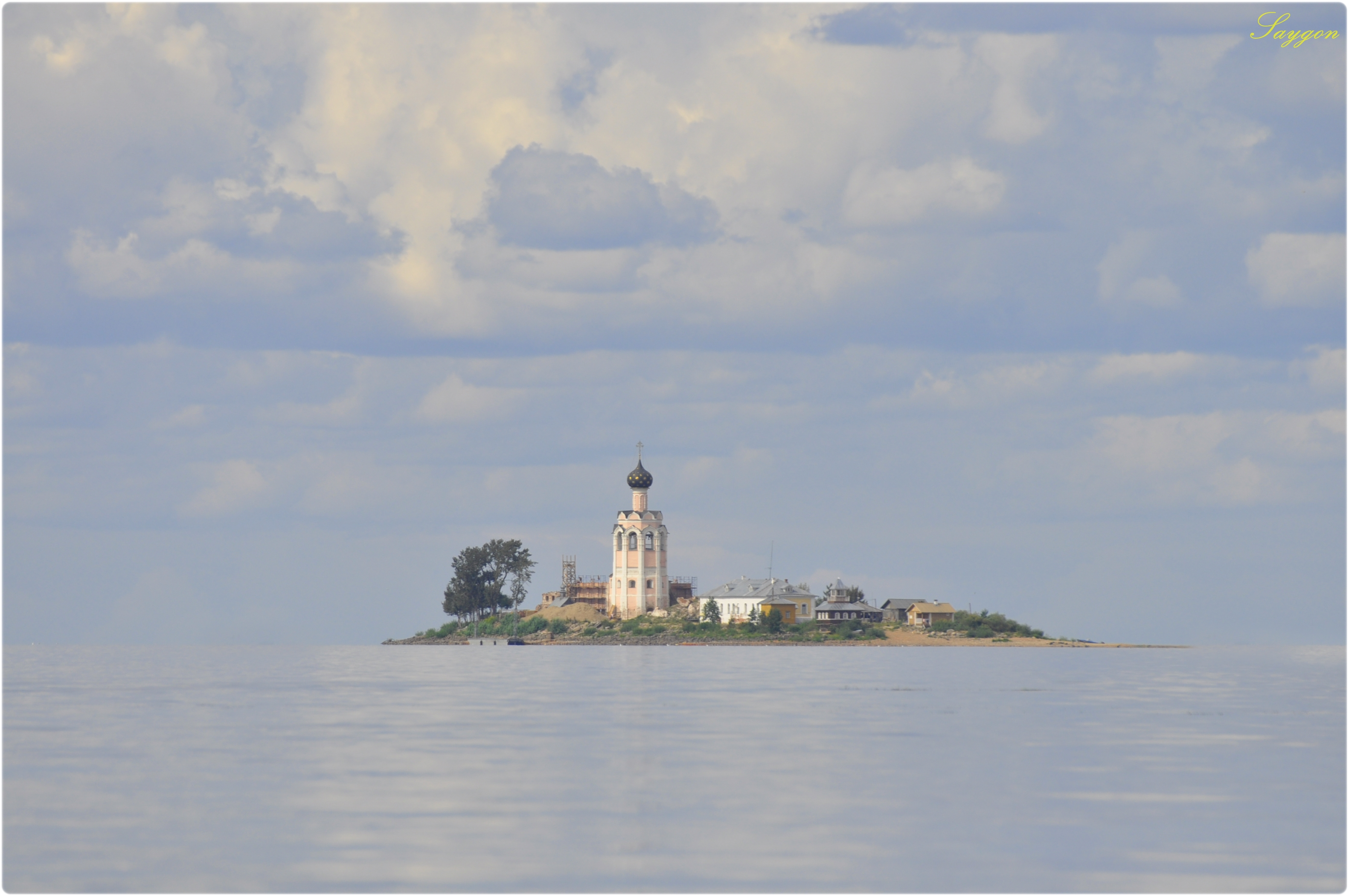
Спасо-Каменный монастырь на Каменном острове

## Достопримечательности
Близ устья реки Кубены на Каменном острове находится мужской Спасо-Каменный монастырь. Собор XV века уничтожен в советское время, сохранилась только колокольня. Монашеская жизнь на острове возродилась в 2017 году.

## Археология
Вблизи приустьевой части реки Дмитровки, на обращённом в сторону Кубенского озера возвышенном крае современной пойменной и первой надпойменной террас, в акватории Заболотского палеоозера у деревни Минино находятся стоянки эпохи мезолита и неолита — Минино II и Минино I, для которых получены радиоуглеродные даты — 8400±40 — 9435±40 л. н. и 6165±45 — 9435±55 л. н. соответственно. К XI—XIII векам относятся погребения, оставленные древнерусским населением.